# Geddes-Plan

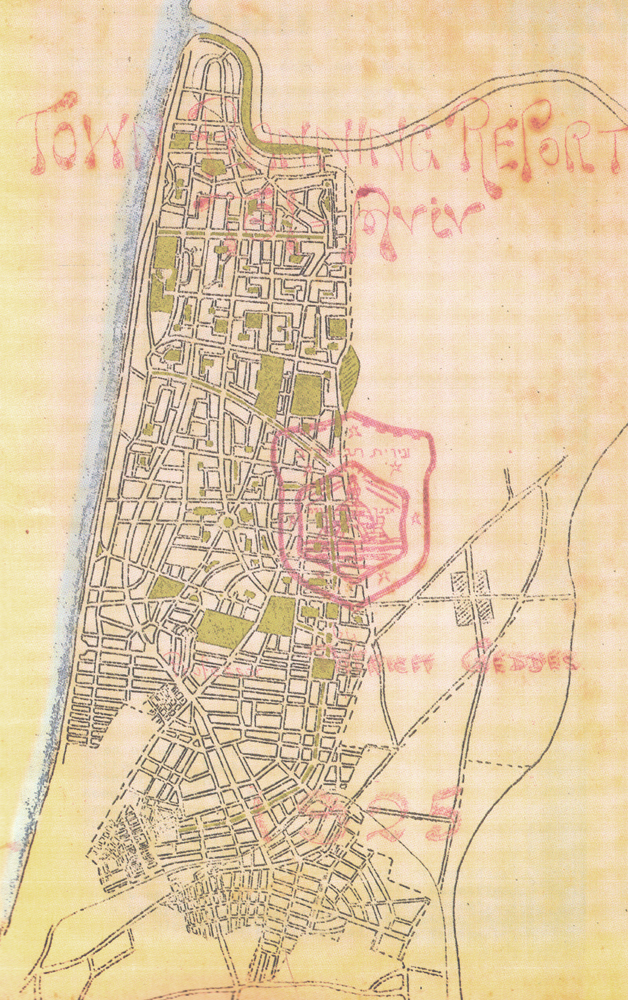
Geddes-Plan 1925 – Der erste Plan von Tel Aviv

Der Geddes-Plan (hebräisch תוכנית גדס Tōchnīt Geddes) ist der erste Bebauungsplan der Stadt Tel Aviv, der 1927–1929 vom schottischen Stadtplaner Patrick Geddes ausgearbeitet wurde. Das geplante Gebiet umfasst hauptsächlich das Stadtzentrum und den heute als ha-Zafon ha-Jaschan (dt.: der alte Norden) bezeichneten Stadtteil Tel Avivs, zwischen Mittelmeer, dem Fluss Jarkon und der Ibn-Gwirol-Straße.
Der Geddes-Plan war Teil der Anstrengung der britischen Mandatsregierung, Palästina zu erschließen. Er wurde in modifizierter Form 1932 genehmigt und bildet bis heute die Grundlage für die Stadtplanung in Tel Aviv im Allgemeinen und für die Nordweiterung Tel Avivs in den 1940er und 1950er Jahren.
Vier Grundzüge bestimmen den Geddes-Plan: Erstens eine hierarchische Gliederung der Straßen in Hauptverkehrsachsen, Wohnstraßen, Wohnwege und Fußwege. Ein zweites Grundprinzip sind die so genannten Home-Blocks, also die durch die Hauptverkehrsachsen und die Wohnstraßen definierten Baublöcke; ein weiterer Grundgedanke waren drittens öffentliche und private Gärten sowie viertens freistehende Gebäudestrukturen.
Die Hauptverkehrsachsen verlaufen parallel zum Meer von Norden nach Süden, die Wohnstraßen von Westen nach Osten. Die Nord-Süd-Straßen sind als Einkaufsstraßen vorgesehen, die Straßen und Alleen, die von Westen nach Osten führen, sollen die vom Meer herziehenden subtropischen Westwinde erträglicher machen.
Die Wohnwege und die Fußwege dienen der Erschließung der Home-Blocks. Jeder Home-Block war als eine kleine Gartenstadt in der gesamten Stadt geplant. Im Mittelpunkt eines jeden Home-Blocks sollte eine dem Gemeinwohl dienende Einrichtung inmitten einer Parkanlage stehen, die von den Bewohnern des Home-Blocks genutzt werden kann. Das Blockinnere sollte außerdem von Fahrzeugverkehr freigehalten werden. Nahezu alle Grundzüge des Geddes-Plans wurden realisiert, mit Ausnahme der Fußwege, die bis auf sehr wenige Ausnahmen nicht umgesetzt wurden.
Von den vorgesehenen sechzig öffentlichen Gärten wurden nur etwa dreißig angelegt. Die öffentlichen Parkanlagen werden durch viele kleine Gärten in den Wohnblocks ergänzt.
Geddes, der auch Planungen in anderen britischen Besitzungen, wie Indien und in Großbritannien selbst, beaufsichtigte, führte mit diesem Plan in Palästina die Idee der Gartenstadt der 1920er Jahre ein. Tel Aviv ist einer der wenigen Orte weltweit, wo diese Idee erfolgreich verwirklicht werden konnte. Allerdings unterscheidet sich die Planung für Tel Aviv von der europäischen Gartenstadt in einem wesentlichen Punkt: Die Gartenstädte in England und Deutschland waren als grüne Trabantenstädte um die bestehenden Industriestädte herum gedacht. Geddes verstand Tel Aviv jedoch gleichzeitig als Großstadt und als Gartenstadt. Die größte Errungenschaft des Geddes-Plans ist eine weltweit einzigartige geplante Stadtanlage, die die Grundlage bildet für das UNESCO-Welterbe Weiße Stadt.